# Kara aresztu wojskowego
Kara aresztu wojskowego – jedna z kar kryminalnych stosowana wobec żołnierzy. Skazany odbywa ją w przeznaczonym do tego zakładzie karnym, w jej trakcie podlega on także szkoleniu wojskowemu. Do kary aresztu wojskowego stosuje się odpowiednio przepisy o karze pozbawienia wolności. 
Karę aresztu wojskowego orzeka się w wymiarze od jednego miesiąca do dwóch lat. Wymierza się ją w miesiącach i latach. Karą zagrożonych jest szereg przestępstw stypizowanych w części wojskowej kodeksu karnego. Sąd może też ją orzec, gdy przestępstwo zagrożone jest karą pozbawienia wolności nie przekraczającą pięciu lat, a wymierzona kara nie byłaby surowsza niż dwa lata pozbawienia wolności. 